# Mordellistenomimus
Mordellistenomimus is een kevergeslacht uit de familie van de boktorren (Cerambycidae). De wetenschappelijke naam van het geslacht werd voor het eerst geldig gepubliceerd in 1976 door Chemsak & Linsley.

## Soorten
Mordellistenomimus is monotypisch en omvat slechts de volgende soort:
- Mordellistenomimus nanus (Bates, 1885)